# 레반주옛

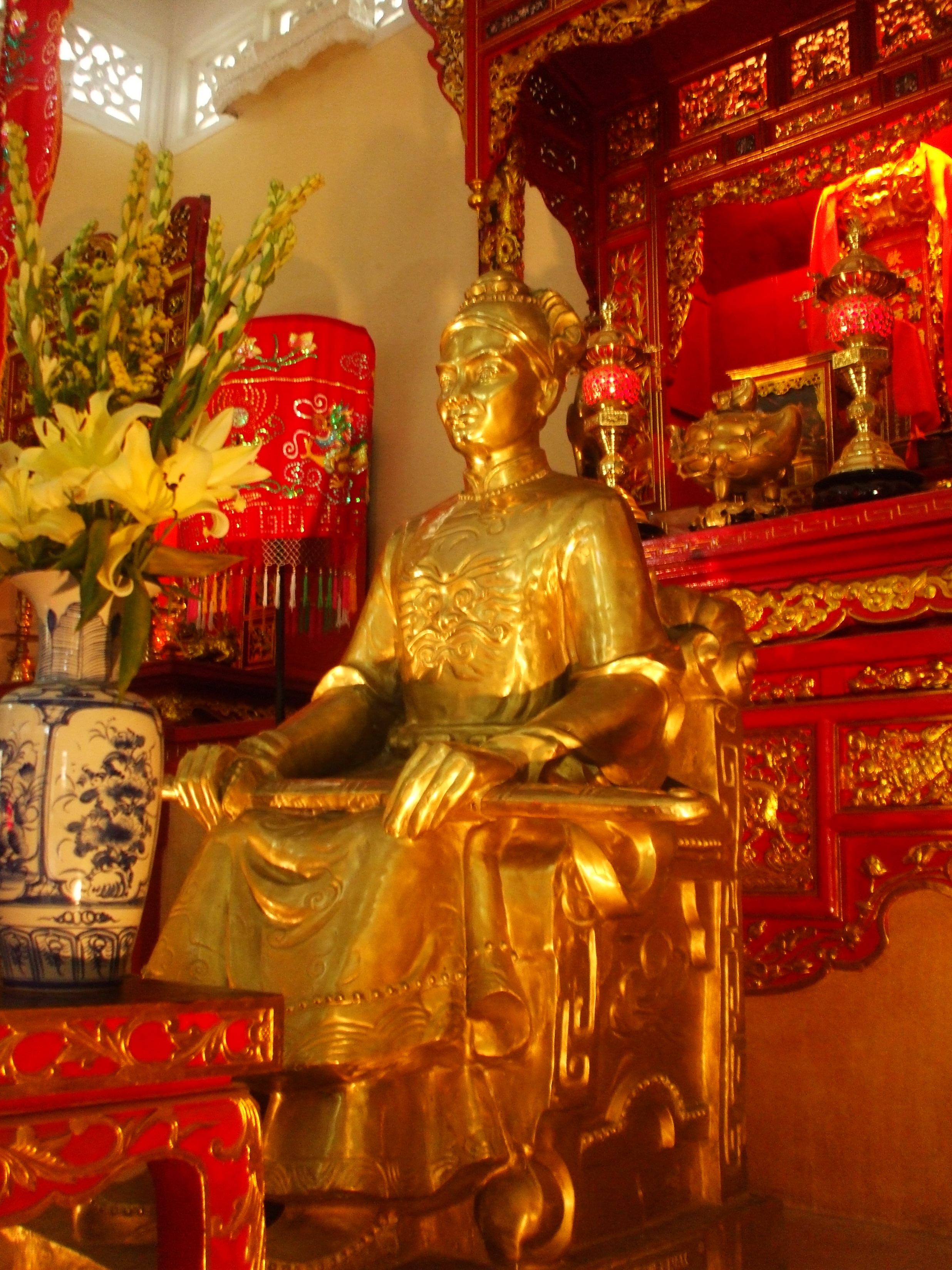

레반주옛(黎文悅, 1763년 또는 1764년 ~ 1832년 7월 3일)은 베트남 응우옌 왕조 시절의 환관 출신 문신, 정치인이다. 그의 집안은 대대로 가난한 빈농이었으나 그는 환관이 되었고 이를 발판으로 민망제의 황자 시절 사부가 되면서 정계에 진출했다. 베트남의 로마 가톨릭교회 선교사들을 보호했다는 이유로 그가 죽은 뒤에는 묘소가 파헤쳐지고 능욕을 당하기도 했다. 1812년부터 1815년까지, 1820년부터 1832년까지 저딘 성(현재의 호찌민 시)의 태수를 지냈다.

## 같이 보기
- 박쑤언응우옌
- 레반쾨
- 레반쾨의 난
- 베트남의 로마 가톨릭교회